# هيلين لانجفان-جوليو
هيلين لانجفان-جوليو (بالفرنسية: Hélène Langevin-Joliot)‏ (و. 1927  م) هي فيزيائية، وعالمة نووية، وباحثة، وكاتِبة فرنسية، ولدت في الدائرة السادسة في باريس.

## التعليم
تعلمت في كلية العلوم بباريس ‏، وتحصلت منها على شهادة الدكتوراه الوطنية (حتى 1956)، وتعلمت في ESPCI paris tech ‏
.

## جوائز
حصلت على جوائز منها:

وسام جوقة الشرف من رتبة قائد